# Wilson HardHats
I Wilson HardHats sono stati una franchigia di pallacanestro della WBA, con sede a Wilson, nella Carolina del Nord, attivi nel 2007.
Terminarono la stagione 2007 con un record di 5-5, non qualificandosi per i play-off.

## Stagioni
| Stagione | Lega | Denominazione   | V | P | %    | Piazzamento | Play-off |
| -------- | ---- | --------------- | - | - | ---- | ----------- | -------- |
| 2007     | WBA  | Wilson HardHats | 5 | 5 | 50,0 | 2º          | -        |